# Tone Tomšič

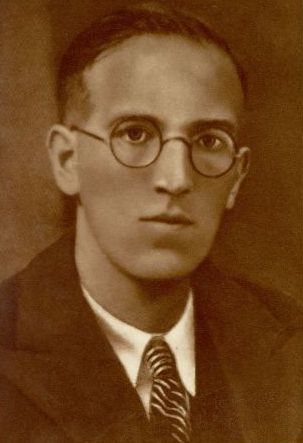
Tone Tomšič

Tone Tomšič (* 9. Juni 1910 in Triest; † 21. Mai 1942 in Ljubljana) war ein slowenischer Journalist, Politiker und Widerstandskämpfer. 

## Leben
Tomšič besuchte das Gymnasium in Ljubljana und Ptuj. Nach bestandener Matura in Ljubljana (1930) studierte Tomšič in Ljubljana und Zagreb die Rechte.   
1928 wurde er 1928 Mitglied  des Kommunistischen Jugendverbandes Jugoslawiens (SKOJ) und 1930 Mitglied der Kommunistischen Partei Jugoslawiens (KPJ). Wegen seiner politischen Aktivitäten wurde Tomšič mehrfach verhaftet. 1937 wurde er in das ZK der Kommunistischen Partei Sloweniens (KPS) gewählt, während der Okkupation Sloweniens war Tomšič Organisationssekretär des ZK der KPS. Ab 1940 war Tomšič Kandidat des ZK der KPJ. 1941 leitete er aus dem Untergrund heraus den Widerstandskampf in Ljubljana und war Herausgeber der illegalen Zeitung Slovenski Poročevalec. Im Dezember 1941 wurde Tomšič zusammen mit seiner Ehefrau Vida Tomšič von der italienischen Polizei verhaftet. Im Mai 1942 verurteilte ihn ein italienisches Militärgericht zum Tode. Am 21. Mai 1942 wurde er in Ljubljana erschossen.

## Ehrungen
Am 25. Oktober 1943 wurde ihm posthum der Titel „Volksheld Jugoslawiens“ (Národni herój Jugoslavije) verliehen. Tomšič ist in der Ehrengruft der Volkshelden (Gróbnica národnih herójev) in Ljubljana begraben.
Die Tomšičeva ulica in Ljubljana und die Ulica heroja Tomšiča in Maribor tragen seinen Namen. 
1946 wurde der Akademische Chor der Universität Ljubljana nach ihm benannt (Akademski pevski zbor Tone Tomšič). 